# توزیع بتا پریم
توزیع بتا پریم توزیعی احتمالی است که برای اعداد حقیقی بزرگتر از ۰ تعریف می‌شود و دارای دو پارامتر {\displaystyle \alpha } و {\displaystyle \beta } است. تابع توزیع احتمال آن:
{\displaystyle f(x)={\frac {x^{\alpha -1}(1+x)^{-\alpha -\beta }}{B(\alpha ,\beta )}}}
است که {\displaystyle B(\alpha ,\beta )} تابع بتا است. این توزیع با نام توزیع بتای نوع دوم نیز شناخته می‌شود .